# Strukturalismus
Strukturalismus je velmi široký vědecký směr i metoda v jazykovědě, literární vědě a jiných humanitních vědách, který vznikl ve 20. století. Proti analytické metodě rozkladu a studia jednoduchých prvků zdůrazňuje význam struktur, tj. celkového uspořádání složitých systémů a vztahů mezi jejich prvky. Zdůrazňuje také účelovou, komunikační povahu jazyka.

## Jazykověda
Předchůdcem strukturalismu byl Švýcar Ferdinand de Saussure (1857–1913), jehož posmrtně vydaný Cours de linguistique générale (Kurs obecné lingvistiky, 1916) měl zakladatelský význam. Z dnešního pohledu jsou strukturalistické myšlenky i v pracích německého vědce Wilhelma von Humboldta (1767–1835), zejména Über den Dualis (O duálu, 1828) a Über die Verschiedenheit des menschlichen Sprachbaues (O rozdílné stavbě lidských jazyků, 1836), a raná Saussureova práce Mémoire sur le système primitif des voyelles dans les langues indo-européennes (O původním systému samohlásek v indoevropských jazycích, 1879).
Strukturalismus obrací pozornost od analytického zkoumání jednotlivých prvků a složek jazyka ke studiu jejich vzájemných vztahů a místa jednotlivých prvků v rámci jazyka jako systému. Jazyk je především celek, systém znaků, přičemž znak je pro strukturalisty jednota označujícího a označovaného. Označující („akustický obraz“, např. hláska, slovo) může být nositelem významu právě a jedině proto, že se ode všech ostatních zřetelně odlišuje. Tak si z nesčetného množství různých zvuků každý jazyk vybírá velmi omezenou množinu diskrétních fonémů, které dovolují rozlišovat mezi slovy a tím i významy. Jiné zvukové varianty jazyk ignoruje a musí dbát jen o to, aby se fonémy mezi sebou nepletly.
Jazyk jako systém znaků je ve vztahu k lidské zkušenosti jako označovanému, kterou ovšem sám podstatně utváří, formuje. Saussure rozlišil jazykový systém (langue) (tj. znalost jazyka) a jazykové chování (parole) (tj. použití této schopnosti k řeči). Toto rozlišení se pak velice osvědčilo i v řadě dalších oblastí. Studium struktur také výrazně preferuje synchronní zkoumání současně přítomných jevů oproti diachronnímu zkoumání vývoje jednotlivých prvků, jak je provozovala např. mladogramatická škola. Tím byl překonán „atomismus“ positivistické lingvistiky 19. století, která studovala hlavně izolované, zejména akustické jevy (např. hláskové změny).
Významnou strukturalistickou školou byl Cercle linguistique de Prague (Pražský lingvistický kroužek), založený ruskými emigranty, k němuž patřil např. Nikolaj Sergejevič Trubeckoj, Roman Jakobson, Vilém Mathesius nebo Jan Mukařovský, a London school (Londýnská škola) – Louis Hjelmslev a John Rupert Firth.

## Strukturalismus v jiných vědách
V literární vědě spočívá strukturalistické zkoumání například v hledání typických protikladů (opozit), vyprávěcích schémat, různých časů vyprávění a podobně. Sem patří srovnávací studium mytologií G. Dumézila.
Významným průkopníkem strukturalismu byl francouzský antropolog Claude Lévi-Strauss, který navázal na sociologii E. Durkheima a zkoumal například opozici přírodního a kulturního u původních obyvatel Ameriky na Jihu Ameriky, jejich klasifikační systémy, pravidla myšlení nebo různé struktury příbuzenských vztahů. Mezi strukturalistické antropology patří například také Edmund Ronald Leach, P. Clastres nebo M. Godelier.
V historiografii je strukturalistickým obratem škola Annales – štrasburský prof. Marc Bloch (1886–1944), zejména jeho La Société féodale (Feudální společnost, 1939).
Významným strukturalistou v psychologii byl Jacques Lacan a v jiném ohledu Jean Piaget.

## Poststrukturalismus
Na strukturalismus kriticky navázal francouzský filosof Michel Foucault a jeho četní žáci; tento směr se – zejména v americké literatuře – často označuje jako poststrukturalismus (Roland Barthes, Jean Baudrillard, Gilles Deleuze, Jacques Derrida, Julia Kristeva aj.).